# Sabbie rosse
Sabbie rosse (Along the Great Divide) è un film del 1951 diretto da Raoul Walsh.
È un film western statunitense con Kirk Douglas, Virginia Mayo e John Agar.

## Produzione
Il film, diretto da Raoul Walsh su una sceneggiatura di Walter Doniger e Lewis Meltzer con il soggetto dello stesso Doniger, fu prodotto da Anthony Veiller per la Warner Bros. Pictures e girato nelle Alabama Hills, nel deserto del Mojave, nella catena della Sierra Madre e nei Warner Brothers Burbank Studios a Burbank in California dall'ottobre al novembre 1950.

## Distribuzione
Il film fu distribuito con il titolo Along the Great Divide negli Stati Uniti dal 2 giugno 1951 (première a New York il 16 maggio 1951) al cinema dalla Warner Bros.
Alcune delle uscite internazionali sono state:
- in Svezia il 2 gennaio 1952 (Vägen till Santa Loma)
- in Finlandia il 1º febbraio 1952 (Tie Santa Lomaan)
- in Francia il 4 luglio 1952 (Le désert de la peur)
- in Danimarca il 28 luglio 1952 (Vejen til Santa Loma)
- nelle Filippine il 5 agosto 1952
- in Giappone il 15 giugno 1954
- in Germania Ovest il 23 luglio 1954 (Hals in der Galgenschlinge)
- in Portogallo il 5 agosto 1954 (A Caminho da Forca)
- in Austria nel novembre del 1954 (Den Hals in der Schlinge)
- in Finlandia il 28 maggio 1965 (riedizione)
- in Portogallo il 26 gennaio 2010
- in Belgio (Une corde pour te pendre)
- nei Paesi Bassi (Aasgieren der woestijn)
- in Spagna (Camino de la horca)
- in Brasile (Embrutecidos Pela Violência)
- in Jugoslavia (Izmedju zivota i smrti)
- in Polonia (Na granicy zycia i smierci)
- in Italia (Sabbie rosse)

## Promozione
Le tagline sono:
- "A Marshal whose hide no bullet could touch...and the girl who got under his skin!".
- "Who's the prisoner now, law-man?".

## Critica
Secondo il Morandini il film è un "robusto western tradizionale, dai grandi spazi solitari" in cui la storia fin troppo "tradizionale" viene valorizzata dalla regia di Walsh. Secondo Leonard Maltin "alcuni scenari sono davvero spettacolari".

## Remake
Nel 1956 ne è stato prodotto un remake televisivo, l'episodio The Travelers della serie Cheyenne andato in onda il 3 gennaio 1956.